# USS United States (CC-6)
USS "United States" (CC-6) – amerykański krążownik liniowy typu Lexington, którego budowa nie została ukończona.
Jego stępka została położona w Filadelfii 25 września 1920, ale budowa większości okrętów tego typu została anulowana w 1923 roku zgodnie z ustaleniami Traktatu Waszyngtońskiego z roku 1922.
Budowę wstrzymano 8 lutego 1922, kiedy okręt był ukończony w 12,1 procentach. Nieukończony kadłub sprzedano 25 października 1923 roku na złom.

## Dane techniczne (według projektu z 1919 roku)
- Uzbrojenie:
  - Artyleria główna: osiem dział kalibru 406 mm (16 cali) o lufach długości 50 kalibrów (układ 4 x II działa)
  - Artyleria pomocnicza:
    - szesnaście dział kalibru 152 mm (6 cali) o lufach długości 53 kalibrów (układ 16 x I) – osiem po każdej stronie
    - cztery działa kalibru 76 mm (3 cale)

  - Uzbrojenie torpedowe: osiem wyrzutni torped kalibru 21 cali
- Maszynownia: moc 180 000 koni parowych (134 MW), turbiny elektryczne General Electric, 4 śruby.